# Golubovići
Golubovići es un pueblo de la municipalidad de Velika Kladuša, en el cantón de Una-Sana, Bosnia y Herzegovina.

## Superficie
Posee una superficie de 8,91 kilómetros cuadrados.

## Demografía
Hasta 2013 la población era de 750 habitantes, con una densidad de población de 84,2 habitantes por kilómetro cuadrado.